# Бристол (округ, Род-Айленд)
Бристол (англ. Bristol County) — округ, расположенный в штате Род-Айленд, США. Образован в 1747 году. К 2010 году население округа Бристол составило 49 875 человек.

## История
Округ Бристол был образован в ходе отделения части от округа Бристол штата Массачусетс части территории в пользу штата Род-Айленд, что было причиной длительных территориальных споров.
Исторически округ являлся частью Плимутской колонии, и получил своё название в честь «графского города» — столицы округа, Бристола. Современный округ Бристол, включающий в себя Бристол, Баррингтон и Уоррен, был образован в 1746 году.

## География

Штат Род-Айленд

Бристол — самый маленький округ штата Род-Айленд. Согласно данным Бюро переписи населения США округ имеет площадь 116.5 квадратных километров, из которой 64.7 кв. км — площадь суши и 51.8 кв. км — площадь водных территорий (водные территории занимают 44,8 % площади округа). Округ является третьим по величине самым маленьким округом США (если считать исключительно сушу) после округов Калавао, штат Гавайи и Нью-Йорк, штат Нью-Йорк (независимые города Вирджинии не учитывались).

### Соседние округа
- Бристол, Массачусетс — восток.
- Провиденс, Род-Айленд — север.
- Кент, Род-Айленд — восток.
- Ньюпорт, Род-Айленд — юго-восток.

## Демография
По данным переписи 2000 года на территории округа проживают 50 648 человек (13 361 семей). Плотность населения составляет 792 человек на кв. км. На территории штата расположены 19 881 жилищных единиц (311 единиц на кв. км). Расово-этнический состав: 96,81 % белых, 0,69 % негров и афроамериканцев, 0,16 % индейцев, 1 % азиатов, 0,03 % выходцев с островов Тихого океана, 0,3 % представители других наций и 1,01 % смешанное население. Выходцы из Латинской Америки составляют 1,13 %; 24,7 % составляют выходцы — из Португалии, 18,6 % из Италии, 12,4 % — из Ирландии, 5,9 % — из Франции, 10,5 % — англичане. Английский язык является первым для 85,4 % населения, для 1,3 % — испанский, для 10,4 % — португальский. Округ является одним из двух округов США со значительным португальским населением (второй округ — Бристол штата Массачусетс).

## Города
- Бристол
- Баррингтон[англ.]
- Уоррен[англ.]